# Valeria Bufanu
Valeria Bufanu, född den 7 oktober 1946 i Bacău, Rumänien, är en rumänsk friidrottare inom häcklöpning.
Hon tog OS-silver på 100 meter häck vid friidrottstävlingarna 1972 i München. 